# Praedora puchneri
Praedora puchneri là một loài bướm đêm thuộc họ Sphingidae. Nó được tìm thấy ởCộng hòa Dân chủ Congo.